# Mihail Straje
Mihail Straje (n. 30 octombrie 1901, Galbeni, Filipești, Bacău, România – d. 1 aprilie 1978, București, România), pseudonimul lui Mihail Stetcu, a fost publicist, istoric literar, prozator, poet și traducător român.
Urmează cursurile Facultății de Litere din București, dar le întrerupe. Debutează în 1919 cu o poezie în revista Moldova de la Nistru. în 1930 debutează ca prozator cu volumul Sora Emilia. Doi ani mai târziu îi iese de sub tipar lucrarea Un pictor dobrogean: Stavru Tarasov. Colaborează cu Teodor Scarlat și în 1940 apare lucrarea Interpretări din lirica lui Gourmont.
Colaborează la Adevărul literar și artistic, Convorbiri literare, România literară, Manuscriptum ș.a.
Este cunoscut în special pentru Dicționarul de pseudonime, alonime, anagrame, asteronime, criptonime ale scriitorilor și publiciștilor români (1973). 

## Opera
- Sora Emilia, nuvele și schițe, Constanța, 1930;
- Un pictor dobrogean: Stavru Tarasov, Editura Bucovina, București, 1932;
- Interpretări din lirica lui Gourmont, București, 1940 (în colaborare cu Teodor Scarlat)
- Manual de capacitate, definitivat și înaintare (în colaborare cu B. Jordan și Teodor Vicol), Editura Cugetarea, București, 1943 (ediția a II-a);
- Gheorghe D. Anghel la Mănăstirea Pasărea, București, 1968;
- Dicționarul de pseudonime, alonime, anagrame, asteronime, criptonime ale scriitorilor și publiciștilor români, Editura Minerva, București, 1973;
- Balans încremenit, Editura Litera, București, 1979.